# Guerre di Komenda

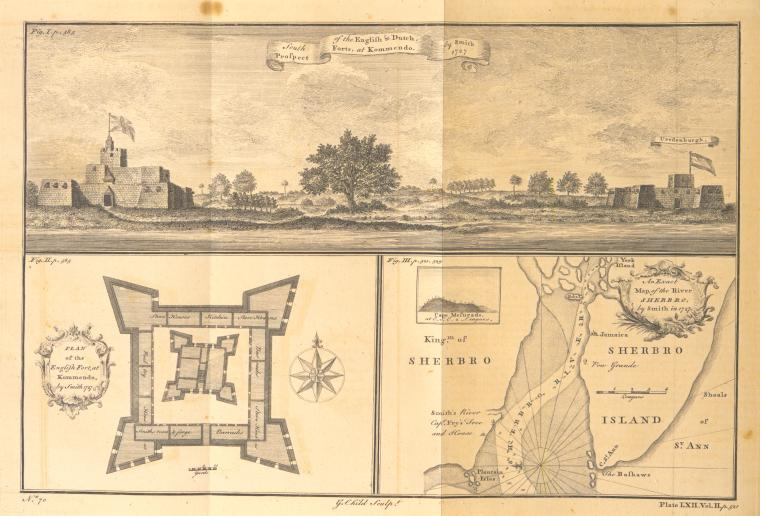
I forti vicini di Fort Komenda (inglese) e Fort Vredenburgh (olandese) a Komenda

Le guerre di Komenda furono una serie di piccole guerre che perdurarono dal 1694 al 1700 tra la Compagnia olandese delle Indie occidentali e la British Royal African Company nel regno di Eguafo nell'attuale stato del Ghana, per diritti commerciali. Gli olandesi stavano tentando di mantenere gli inglesi al di fuori della regione per conservare il loro monopolio commerciale nell'area mentre gli inglesi, per conto, stavano tentando di ristabilire un forte nella città di Komenda per controllare i traffici locali. I combattimenti giunsero ad includere soldati olandesi, soldati inglesi e uomini del regno di Eguafo, oltre a partigiani locali coinvolti in una lotta per far ascendere un nuovo sovrano delle tribù locali, le forze di un potente mercante di nome John Cabess, altre tribù Akan e regni locali come Twifo ed Denkyira. Vi furono quattro periodi definiti di guerra, incluse guerre civili interne al regno di Eguafo, e tutte si conclusero con la vittoria degli inglesi che posero sul trono Takyi Kuma ad Eguafo. Per la rapidità di variazione delle alleanze tra potenze europee ed africane, lo storico John Thornton ha dichiarato a tal proposito: "non vi è miglior esempio di una così complicata combinazione tra le rivalità europee e quelle africane come nelle guerre di Komenda."

## Antefatto
La Compagnia olandese delle Indie occidentali ed il regno di Eguafo si erano scontrati per la prima volta nel 1688. Olandesi e inglesi avevano entrambi degli avamposti commerciali presso il porto della città di Komenda. Nel 1687, i francesi negoziarono col re di Eguafo affinché potessero aprire anch'essi un avamposto commerciale a Komenda ma gli olandesi risposero facendo pressioni sul re di Eguafo affinché espellesse i francesi dal suo territorio. Gli olandesi tentarono di indurre gli stati vicini ad attaccare Eguafo nel contempo, mentre i francesi provvedevano oro al re affinché gli stessi stati rimanessero neutrali ai conflitti. Alla fine, i Twifo aderirono alla causa olandese ed assicurarono così la concessione commerciale a Komenda agli olandesi. La violenza portò all'uccisione del re di Eguafo e gli olandesi pensarono di porre sul trono locale un principe che si era alleato con loro, Takyi. Komenda divenne quindi in gran parte controllata dagli olandesi e dai loro alleati Twifo. Questa situazione gradualmente portò a delle tensioni tra Takyi e le altre controparti. Takyi tentò quindi ripetutamente di bilanciare gli interessi inglesi sul porto di Komenda con quelli olandesi.

## Una serie di guerre
Le guerre di Komenda scoppiarono quindi come quattro differenti momenti di scontro, di spostamenti di alleanze e di coinvolgimento di forze militari provenienti da diversi regni nella regione. Le guerre si conclusero con l'intronamento di Takyi Kuma come re di Eguafo, supportato dagli inglesi. Willem Bosman fu il primo cronista delle guerre di Komenda, essendo stato attivo partecipante con la Compagnia olandese delle Indie occidentali e con la pubblicazione del suo diario nel 1703.
In generale, il protrarsi della guerra incluse il fatto che entrambe le parti europee in causa, olandesi ed inglesi, supportarono ciascuna un pretendente diverso per il regno di Eguafo affinché questi non ostacolasse i loro progetti commerciali. Le forze di John Cabess, un noto mercante della città di Komenda, rimasero strettamente alleate degli inglesi. La guerra ebbe inizio quando proprio John Cabess attaccò Fort Vredenburgh a Komenda e quindi gli olandesi organizzarono le loro forze nell'area contro il re di Eguafo, Takyi. Cambiando rotta, gli inglesi ovviamente iniziarono a sostenere Takyi Kuma come sovrano, pur di dar contro agli olandesi. Il conflitto portò diversi combattenti di etnia Akan a combattere nell'area come gli Adom, gli Akani, gli Akrons, gli Asebu, i Cabess Terra, i Denkyira, i Fante, gli Ahanta ed i Twifo.

### La prima guerra
La prima guerra ebbe inizio con la disputa tra il noto mercante africano, John Cabess (chiamato talvolta Kabes) che aveva delle forze a lui fedeli ad Eguafo, e la Compagnia olandese delle Indie occidentali. Cabess era un alleato della Royal African Company inglese e li assisteva nelle operazioni commerciali nella regione. Gli olandesi, in competizione con la Royal African Company, ebbero una serie di dispute con Cabess inclusa ad esempio una famosa nel 1684 per la quale gli olandesi ricattarono Cabess se egli voleva riavere le proprie merci. Le dispute si intensificarono nel novembre del 1694 quando Cabess invitò la Royal African Company a tornare a Komenda e poi attaccò i minatori olandesi appena fuori dalla città. Con gli inglesi a rioccupare l'ex loro forte di Komenda, gli olandesi si opposero.
Inglesi ed olandesi ed il re di Eguafo iniziarono a contattare quanti più alleati possibili nei regni africani circostanti per prepararsi alla guerra. Cabess Terra e Twifo inizialmente aderirono alla causa degli olandesi, ma questa alleanza si ruppe quando la tribù dei Denkyira minacciò di attaccare i Twifo se la guerra fosse scoppiata. Gli Adoms vennero pagati dal regno di Eguafo per rimanere neutrali nel conflitto.
La guerra scoppiò nel febbraio del 1695 quando le forze di John Cabess attaccarono il forte olandese ed evitarono così che si rafforzasse. Il 28 aprile 1695, le forze dei Twifo vennero sconfitte. La guerra prese la forma di una "ripicca" continua tra i membri dei vari gruppi che vi presero parte. John Cabess e gli olandesi ad ogni modo iniziarono dei negoziati di pace, ma il 26 giugno il comandante degli olandesi al forte, Willem Bosman, prese una pistola e tentò di sparare a Cabess. Ancora una volta si ebbero episodi di violenza sino a quando non venne raggiunto un breve accordo di pace sul finire del 1695.

## La seconda guerra
Il 21 gennaio 1696, un giovane principe del regno di Eguafo diede vita ad una guerra civile nel tentativo di ottenere per sé il trono del regno, sfruttando i conflitti esistenti nell'area. Il nome del principe è spesso indicato come Takyi Kuma o Piccolo Takyi (in relazione al re in carica, Takyi detto Grande Takyi). Gli olandesi supportarono il principe Takyi Kuma e furono in grado di ottenere l'appoggio degli stati confinanti di Adom e Akani. Gli Akron si unirono invece all'esercito di re Takyi nella difesa di Eguafo. I combattimenti terminarono poco dopo quando le forze di Takyi Kuma persero lo scontro del 20 marzo. La perdita portò alla necessità di negoziati formali tra gli olandesi ed il regno di Eguafo. Jan van Sevenhuysen, il nuovo governatore della Costa d'Oro olandese, siglò la pace col regno di Eguafo, il quale permise agli olandesi di mantenere i loro avamposti ed il forte di Komenda. Ad ogni modo, le ostilità tra inglesi e olandesi rimasero alte ed i loro forti a Komenda regolarmente ingaggiavano piccole schermaglie.

## La terza guerra
Gli olandesi, dopo la sconfitta della seconda guerra di Komenda, iniziarono a sollecitare altre tribù africane e cercarono di organizzare una nuova forza contro il regno di Eguafo ed il regime di Takyi. Il 5 agosto 1697, gli olandesi ed i Fante raggiunsero un accordo per attaccare Eguafo in cambio di una notevole quantitativo di oro dato ai Fante. Gli inglesi furono dal canto loro in grado di offrire ai Fante un eguale ammontare d'oro in cambio della loro neutralità ed alla fine i Fante accettarono l'offerta di questi ultimi. Altre offerte fatte dagli olandesi vennero rifiutate. All'inizio del 1698 gli olandesi e gli inglesi raggiunsero un accordo per il riconoscimento reciproco dei diritti sui forti di Komenda.
Dal novembre del 1698, gli inglesi notarono come re Takyi stava lentamente ma progressivamente allineandosi agli interessi degli olandesi e per questo iniziarono a supportare il giovane principe Takyi Kuma nella sua pretesa al trono. Nel novembre del 1698, gli inglesi uccisero Takyi e riuscirono a porre il principe Takyi Kuma sul trono. Gli inglesi pagarono dei mercenari delle tribù di Asebu, Cabess Terra e Akani perché si unissero al conflitto. Per contro, gli olandesi, i Fante ed i Denkyira rimasero in gran parte neutrali nella guerra. Le forze combinate di Takyi Kuma si portarono su Eguafo ma vennero sconfitte dalle forze lealiste del defunto sovrano.

## La quarta guerra
La quarta guerra ebbe inizio nel novembre del 1699 con le forze unite a supporto di Takyi Kuma che iniziarono le ostilità nella regione. All'inizio del 1700, alcuni mercanti si associarono con i Twifo e con le forze di John Cabess, le quali erano in conflitto con gli Adom, probabilmente su istigazione degli olandesi. Le violenze rimasero sporadiche con vittorie regolari e sconfitte da ambo le parti sino a quando delle forze mercenarie supportate dagli inglesi non riuscirono a raggiungere Eguafo il 9 maggio 1700, proclamando ufficialmente Takyi Kuma quale nuovo sovrano di Eguafo.

## Conseguenze
Le prime conseguenze nell'area dopo la guerra fu la trasformazione delle potenze che controllava il traffico dei commerci lungo la Costa d'Oro. Sebbene ben poco cambiò territorialmente parlando tra le aree degli olandesi e degli inglesi, gli inglesi finirono per essere avvantaggiati dalla guerra ottenendo una preminenza sul commercio dell'area. Ad ogni modo, ben presto gli inglesi riuscirono ad alienarsi la fiducia del nuovo re Takyi Kuma chiedendogli il pagamento dei debiti contratti con l'Inghilterra. Inoltre, la posizione degli inglesi venne ulteriormente minacciata nel 1704 quando la morte di Takyi Kuma portò allo scoppio di una nuova guerra civile nel regno di Eguafo. Inoltre, all'inizio del Settecento, iniziò a svilupparsi un'epidemia di vaiolo che mieté significativamente la popolazione dell'area costiera. Del caos nella zona approfittò l'Impero ashanti ed il tradizionale commercio dell'oro venne rimpiazzato da quello degli schiavi.